# Église de la Nativité-de-la-Sainte-Vierge de Vismes-au-Val
L'église de la Nativité-de-la-Sainte-Vierge de Vismes-au-Val est située sur le territoire de la commune de Vismes, dans le sud-ouest du département de la Somme.

## Historique
L'église de la Nativité-de-la-Sainte-Vierge a été construite aux XIIe, XIIIe et XVe siècles. Elle est protégée au titre des monuments historiques : classement par arrêté du 7 février 1920. Victime des combats de la Bataille de France de 1940, l'église fut restaurée après 1945.

## Caractéristiques

### Extérieur
L'édifice a été bâti en pierre calcaire selon un plan basilical traditionnel.
La nef et le clocher-porche datent du XIIIe siècle, les collatéraux et le chœur du XVe siècle. De style gothique flamboyant, ils ont été endommagés en 1940. La tour-clocher, cantonnée de puissants contreforts, est surmontée d'un toit en flèche couvert d'ardoise.

### Intérieur
L'église possède des fonts baptismaux du XVe siècle, classé monument historique, au titre objet depuis le 21 février 1907, composés d'une cuve octogonale en plomb décorée d'arcatures. Cette cuve repose sur une table de pierre soutenue par des colonnettes garnies de chapiteaux à crochets du XIIIe siècle.
Le maître-autel du XVIIe siècle est orné de colonnes torses sculptées. Il est inscrit monument historique, au titre objet. Sur le devant du maître-autel, a été sculptée une mise au tombeau.
Un autel latéral est orné d'un retable composé d'un tableau représentant la Présentation de Jésus au Temple et d'une statue de saint Antoine en bois peint et doré XVIIe et XVIIIe siècles classé monument historique, au titre d'objet depuis le 9 mai 1981.
L'édifice conserve également :
- une statue de saint Jean-Baptiste  du XVIe siècle, classée au titre objet depuis le 4 janvier 1915[7] ;
- une statue de saint Nicolas du XVIe siècle[8],
- une statue de la Vierge à l'Enfant du XVIIe siècle,
- une statue de sainte Catherine[9], en bois polychrome du XVIIIe siècle,
- une statue de saint barbu tenant un sceptre avec fleur de lis[10], en bois polychrome du XVIIIe siècle,
- une statue de saint Vincent[11], en bois polychrome, du XVIIIe siècle, inscrites monuments historiques depuis le 4 mars 1980[12] ;
- une plaque commémorative sur cuivre de 1661, trois Christ, des bancs à balustres, en bois du XVIIIe siècle et
- une bannière du XIXe siècle inscrits monuments historiques au titre objet depuis le 4 mars 1980[13].

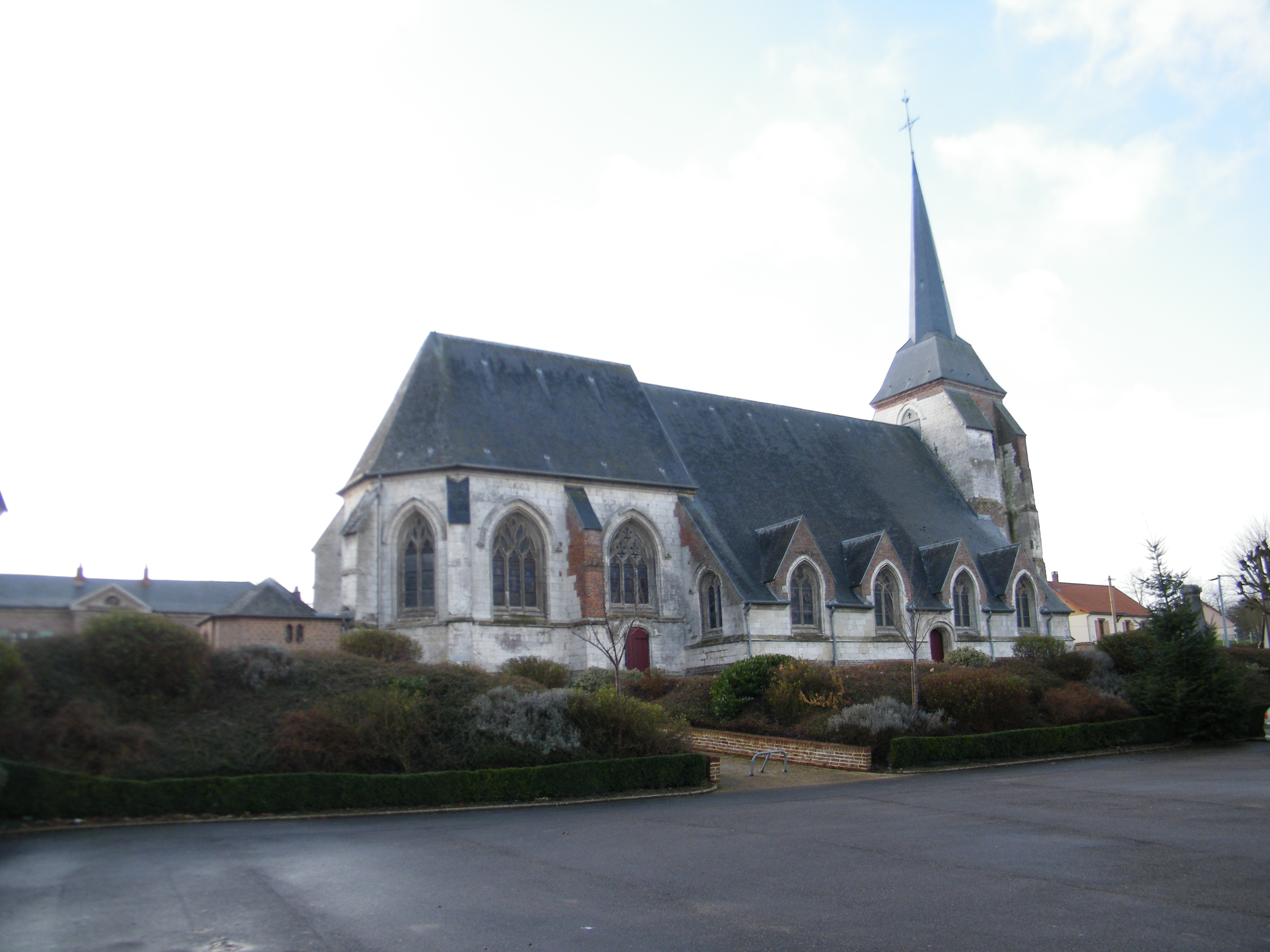
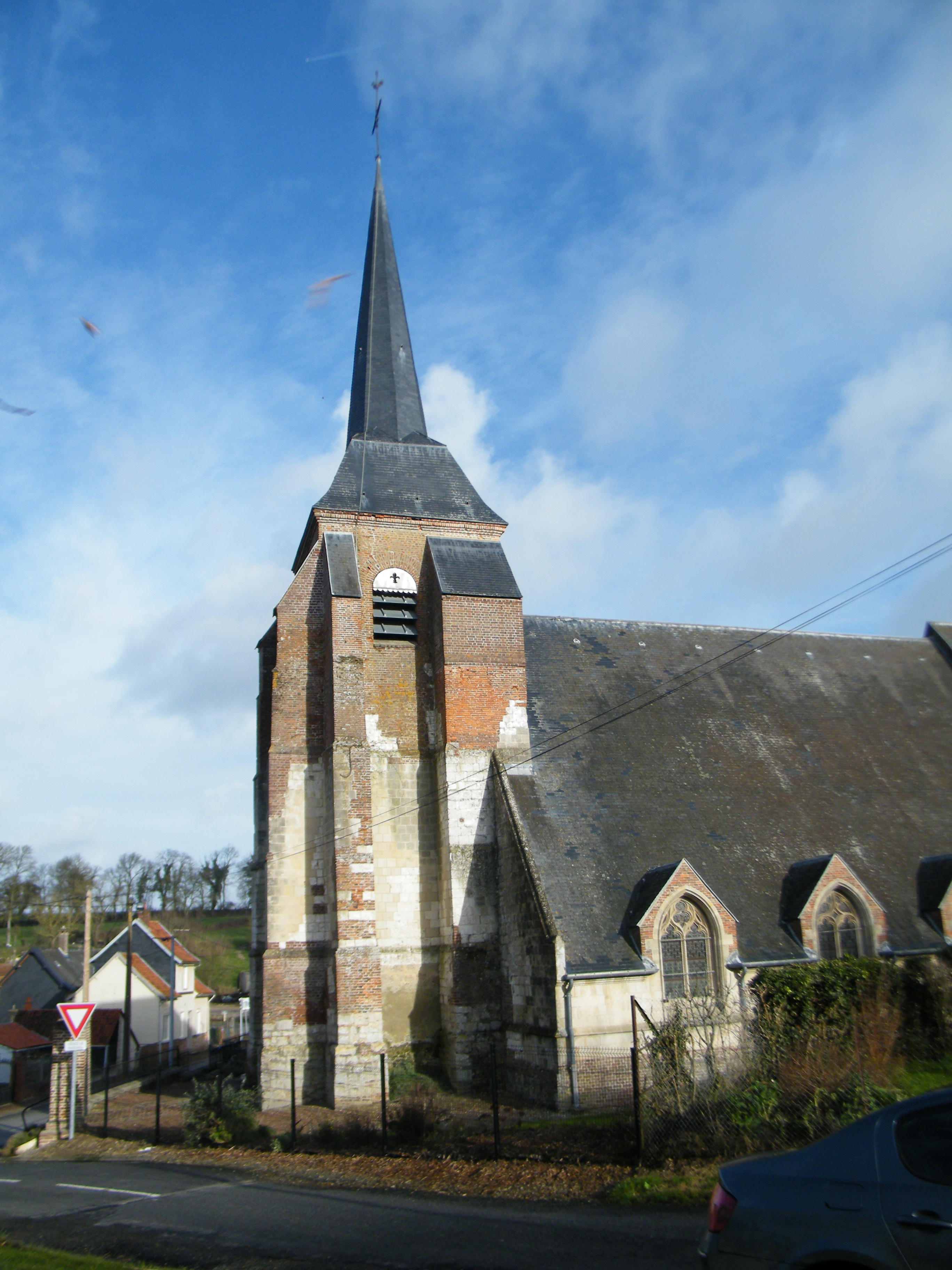
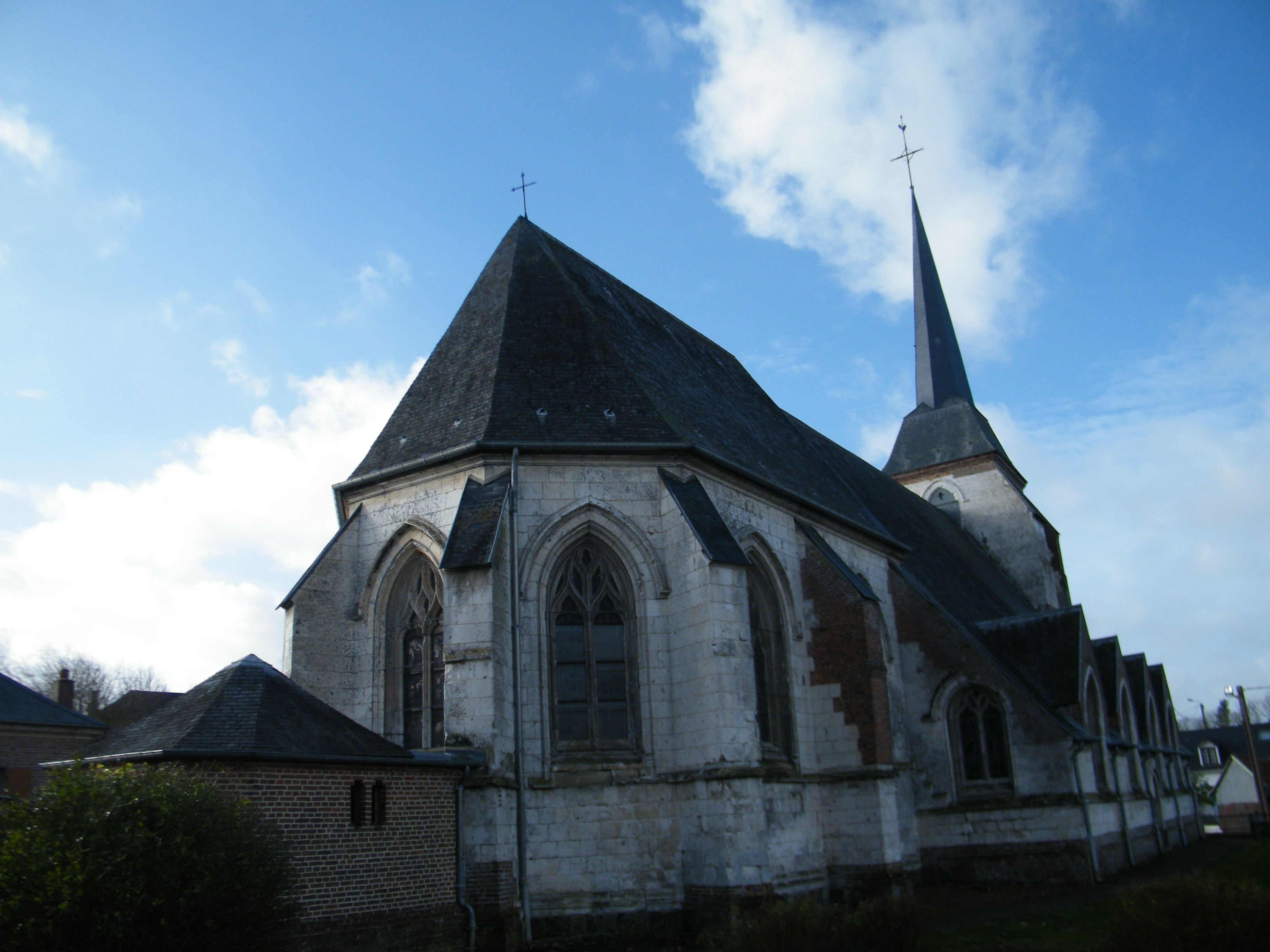